# Hầu gái

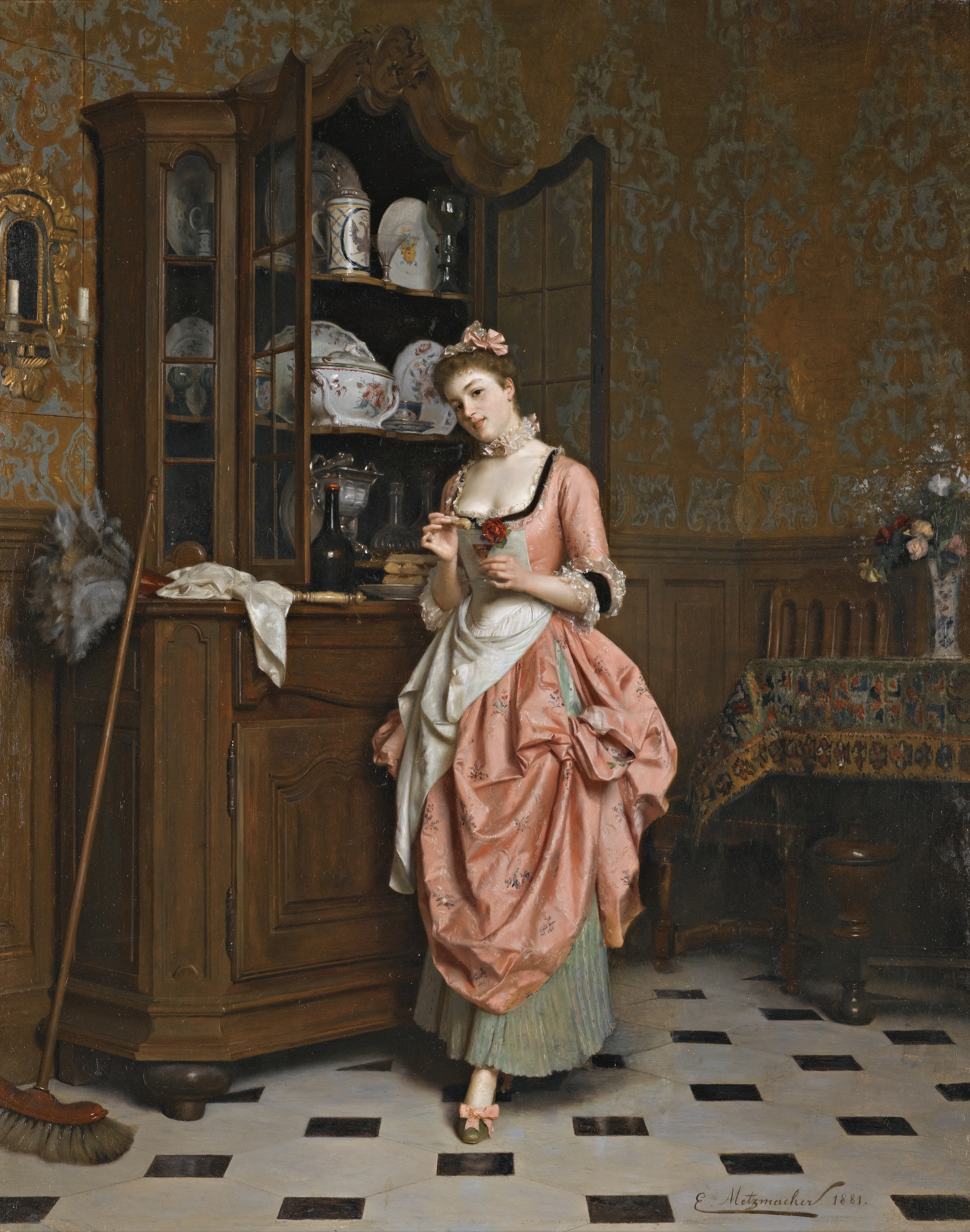
Họa phẩm về một hầu gái trong gia đình quyền quý

Hầu gái (Maid) là một nữ giúp việc trong gia đình, đảm nhiệm thực hiện các công việc nội trợ, hầu hạ, phục vụ, cung phụng cho chủ nhân. Thuật ngữ hầu gái trong tiếng Anh trung đại có nghĩa là một người phụ nữ chưa kết hôn, đặc biệt là một người phụ nữ trẻ, hoặc là một trinh nữ và đảm nhiệm việc hầu hạ cho những quý bà, quý cô, tiểu thư gọi là thị tỳ hay tỳ nữ. Những ý nghĩa này vẫn tồn tại trong ngôn ngữ tiếng Anh cho đến thời gian gần đây (và vẫn quen thuộc trong văn học và nhạc dân gian), cùng với ý nghĩa của từ này như một kiểu người hầu hạ. Có những nữ hầu phòng làm việc trong phòng chưng cất để làm đồ hộp, rau ngâm, trái cây sấy khô, thảo mộc, chế phẩm gia vị, mứt cam, đồ uống, đồ ngâm, dưa chuột muối, đồ uống đóng chai và rượu, chuẩn bị và phục vụ trà chiều, bánh sandwich và bánh ngọt. Nữ bầu bạn (Lady's companion) của một quý bà là một người phụ nữ xuất thân từ tầng lớp quý tộc, sống cùng với một người phụ nữ có địa vị hoặc giàu có với tư cách là người hầu cận.
Thị tỳ (Lady's maid) là một nữ hầu phòng phục vụ cho nữ chủ nhân (bà chủ, cô chủ), công việc và vai trò của thị tỳ (con sen) cũng tương tự như vai trò của người bồi phòng cho quý ông. Nữ hầu Pháp (French maid) là một thuật ngữ được sử dụng trong thời kỳ Victoria và đầu thế kỷ XX để chỉ người hầu gái của quý bà có quốc tịch Pháp. Người hầu gái của quý bà là người hầu cao cấp, bẩm tấu trực tiếp với quý bà, tháp tùng bà chủ trong các chuyến đi. Cô ấy giúp bà chủ về chăm chuốt ngoại hình, bao gồm trang điểm, làm tóc, quần áo, phục sức và giày dép, và đôi khi đóng vai trò là người bạn tâm giao. Người hầu gái người Pháp được coi là có khả năng thành thạo hơn về thời trang hiện tại và cũng có thể áp dụng kiến thức tiếng Pháp của mình khi đi du lịch ở châu Âu. Những tưởng tượng khiêu dâm xoay quanh hình tượng những phụ nữ trẻ người Pháp sau này đã dẫn đến sự xuất hiện của những kiểu mẫu người hầu gái Pháp như những nhân vật đáng mơ ước và khuôn mẫu trong các vở kịch và trò hề phòng ngủ. Nhân vật này là một người thích được tán tỉnh, hay tỏ vẻ xấc xược, lên mặt gợi đòn. Trong Fandom, anime và manga và đặc biệt là trong giới Otaku, trang phục hầu gái Pháp được coi là Moe.

## Công việc

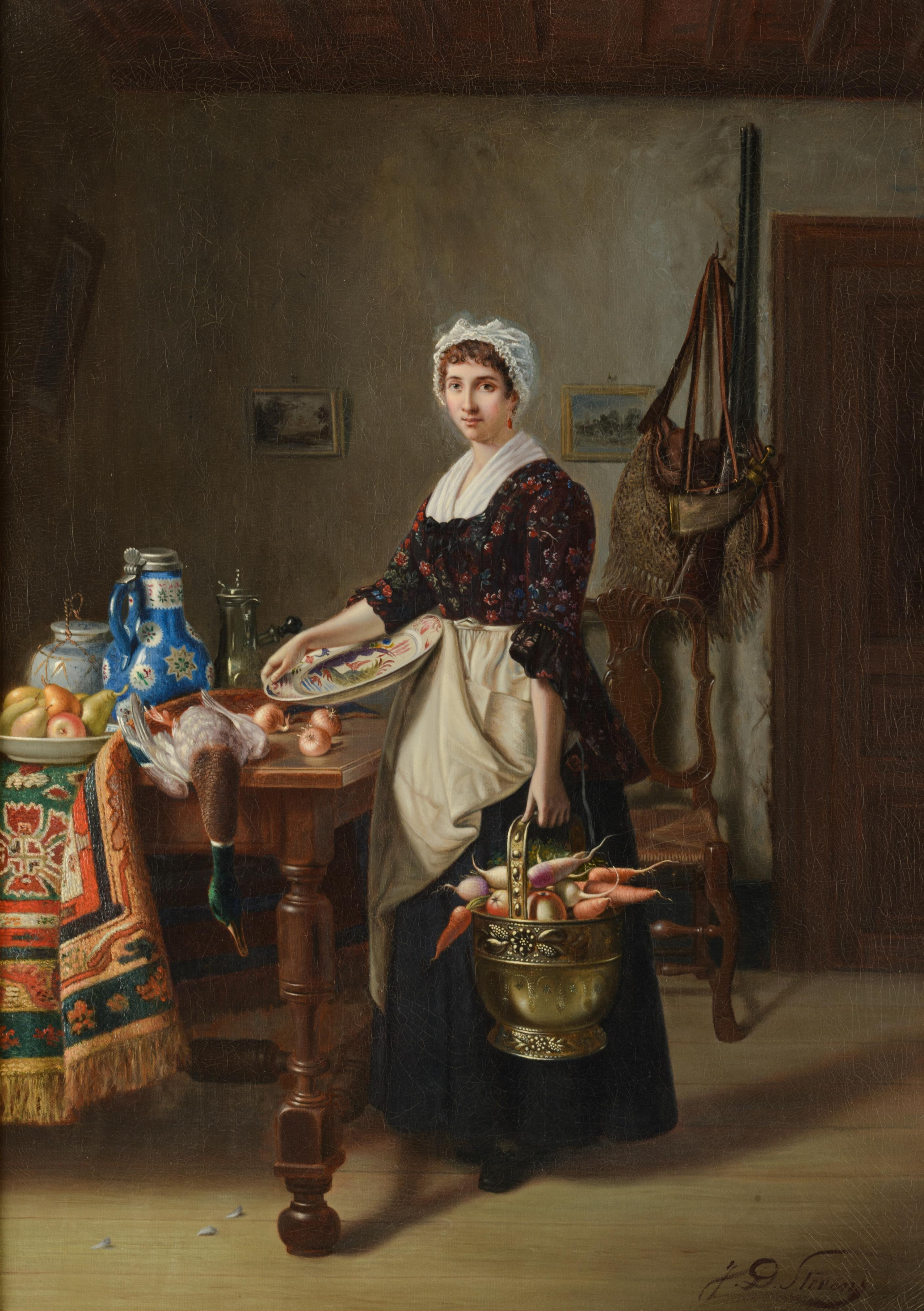
Họa phẩm về một nữ hầu bếp đang chuẩn bị bữa ăn

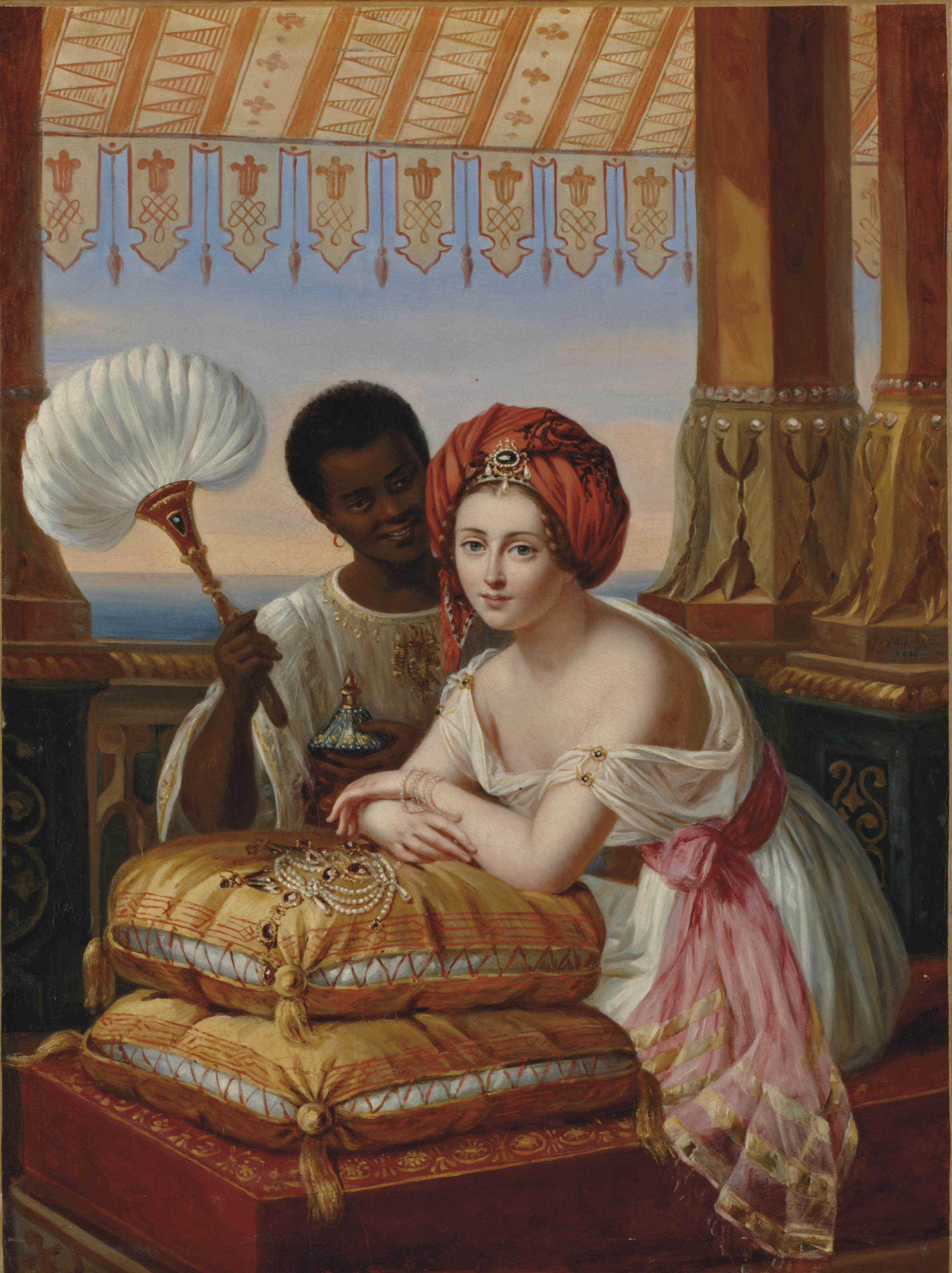
Một thị tỳ da đen đang hầu hạ cho bà chủ da trắng

Vào thời kỳ Victoria, dịch vụ gia đình là loại hình việc làm lớn thứ hai ở Anh và xứ Wales, sau các công việc trong lĩnh vực nông nghiệp đồng áng. Ở các quốc gia phương Tây phát triển, người giúp việc toàn thời gian hiện nay thường chỉ được thấy trong các hộ gia đình giàu có nhất. Ở các nơi khác trên thế giới (chủ yếu là trong lục địa Châu Á), người giúp việc vẫn phổ biến trong các hộ gia đình trung lưu thành thị. Người giúp việc thực hiện các công việc gia đình thông thường như giặt giũ, ủi, dọn dẹp nhà cửa, mua sắm đồ ăn, nấu ăn và chăm sóc thú cưng trong nhà. Họ cũng có thể đảm nhiệm việc chăm sóc trẻ em, mặc dù có nhiều nghề cụ thể hơn cho việc này, chẳng hạn như bảo mẫu. Ở một số quốc gia nghèo, người giúp việc chăm sóc người già và người khuyết tật. Nhiều người nữ giúp việc được chủ lao động yêu cầu phải mặc đồng phục, ví dụ như dàn hầu gái Pháp.
Ở thế giới phương Tây hiện đại, tương đối ít hộ gia đình có đủ khả năng thuê người giúp việc nội trú, thường dựa vào người dọn dẹp, được thuê trực tiếp hoặc thông qua một cơ quan (dịch vụ giúp việc). Nhiều dịch vụ do người giúp việc đảm trách trong quá khứ đã được thay thế bằng đồ gia dụng. Ở các quốc gia kém phát triển, nhiều yếu tố đảm bảo nguồn lao động cho công việc gia đình như sự chênh lệch rất lớn về thu nhập giữa các hộ gia đình thành thị và nông thôn, tình trạng nghèo đói lan rộng, ít phụ nữ có trình độ học vấn hơn và cơ hội việc làm cho những phụ nữ ít trình độ học vấn hơn bị hạn chế. Luật pháp ở nhiều quốc gia quy định một số điều kiện sống, giờ làm việc hoặc mức lương tối thiểu là yêu cầu bắt buộc đối với dịch vụ gia đình để bảo vệ quyền lợi cho người lao động. Tuy nhiên, công việc của người giúp việc luôn khó khăn, bao gồm cả ngày và nhiều công việc phát sinh, công việc không tên. Người giúp việc sẽ quen với công việc khó khăn nhọc nhằn và thường làm việc nhiều giờ trong một tuần.
Người hầu gái từng là một phần của hệ thống phân cấp công việc phức tạp trong dinh thự, nơi một đoàn tùy tùng của những người hầu (bầu đoàn thê thiếp) cho đến quản gia và tổng quản, chịu trách nhiệm quản lý chỉ đạo cho những nhân viên nam và nhân viên phục vụ nữ tương ứng. Ngày xưa thì đây là cách tốt nhất và phổ biến nhất mà phụ nữ có thể kiếm tiền, đặc biệt là phụ nữ thuộc tầng lớp thấp kém. Khi được thuê làm việc thì họ sẽ có phòng riêng trong ngôi nhà, mặc dù chúng nằm xa các phòng khác và không đẹp bằng phần còn lại của ngôi nhà. Một số hộ gia đình thuê người giúp việc làm đủ mọi việc từ khi mới mười hai tuổi vào thế kỷ XIX ở Anh và họ thường làm việc từ năm giờ sáng đến tận tối muộn với mức lương từ 6 đến 9 bảng Anh một năm. Họ hầu như không có thời gian rảnh và thường chỉ có một hoặc hai ngày nghỉ trong một tháng.